# Neogarganus
Neogarganus is een geslacht van wantsen uit de familie van de Miridae (Blindwantsen). Het geslacht werd voor het eerst wetenschappelijk beschreven door Chérot & Carpintero in 2017.

## Soorten
Het genus bevat de volgende soort:

- Neogarganus brailovskyi Chérot & Carpintero, 2017